# Jack Sparrow
Thuyền trưởng Jack Sparrow là một nhân vật hư cấu và là nhân vật chính trong loạt phim Cướp biển vùng Caribbe. Nhân vật này được tạo ra bởi hai biên kịch Ted Elliott và Terry Rossio và được khắc họa bởi Johnny Depp, người lấy cảm hứng tạo hình cho nhân vật từ tay guitar của ban nhạc Rolling Stones Keith Richards và nhân vật hoạt hình Pepé Le Pew. Jack Sparrow xuất hiện lần đầu năm 2003 trong bộ phim Cướp biển vùng Caribbean: Lời nguyền tàu Ngọc trai đen. Sau đó anh còn xuất hiện trong 4 phần tiếp theo gồm: Chiêc rương tử thần (2006), Nơi tận cùng thế giới (2007), Cướp biển vùng Caribbean: Dòng thủy triều lạ (2011) và Dead Men Tell No Tales (Kẻ Chết Không Kể Chuyện) (2017).
Trong loạt phim, Sparrow là một trong chín thống lĩnh của Hội đồng Brethren, các thống lĩnh của Bảy Đại dương. Là một người ranh ma và sống sót phần lớn bởi sự lanh trí và khả năng thương lượng hơn là sức mạnh, thường chọn cách trốn chạy trong các tình huống nguy hiểm và chỉ đánh nhau khi cần thiết. Sparrow xuất hiện nhằm lấy lại con tàu Ngọc trai đen của mình từ người thuyền phó phản bội Hector Barbossa. Sau đó anh cố gắng thoát khỏi mối nợ máu với Davy Jones huyền thoại trong khi chiến đấu với Công ty Đông Ấn Anh. Vai trò của nhân vật này đã được mở rộng thêm khi loạt phim được tiếp tục.
Loạt phim Cướp biển vùng Caribbe lấy cảm hứng từ khu vui chơi cùng tên của Disney. Và khi nó được tu sửa vào năm 2006, nhân vật Jack Sparrow cũng được thêm vào. Đây cũng là nhân vật chính trong điểm vui chơi Huyền thoại Thuyền trưởng Jack Sparrow tại công viên Hollywood Studios của Disney, và là chủ đề của nhiều tiểu thuyết ăn theo, trong đó có loạt truyện dành cho thiếu nhi Cướp biển vùng Caribbe: Jack Sparrow ghi chép lại thời niên thiếu của anh.

## Khái niệm và sáng tạo

### Nhân vật
Khi viết kịch bản cho Lời nguyền tàu Ngọc trai đen, Ted Elliott và Terry Rossio đã hình dung Thuyền trưởng Jack Sparrow như một nhân vật phụ trong mạch của Bugs Bunny và Groucho Marx. Các nhà sản xuất đã xem anh ấy như một Burt Lancaster trẻ tuổi. Đạo diễn Gore Verbinski thừa nhận, "Bộ phim đầu tiên là một bộ phim điện ảnh, và sau đó Jack gần như dần dần được thêm vào. Anh ấy không có nghĩa vụ với cốt truyện giống như những nhân vật khác. Anh ấy đi vòng vèo trên con đường của riêng anh và tạo ảnh hưởng đến tất cả những người khác." Sparrow đại diện cho một tên cướp biển có đạo đức, với Thuyền trưởng Barbossa là phiên bản bịp bợm của anh. Động cơ thực sự của anh ta thường được che đậy, và việc anh ta là người có danh dự hay xấu xa phụ thuộc vào quan điểm của khán giả. Điều này hoạt động như một bước ngoặt ngược của Will Turner, trong đó Sparrow nói với anh rằng một tên cướp biển có thể trở thành một người tốt, giống như cha anh ta.

### Johnny Depp

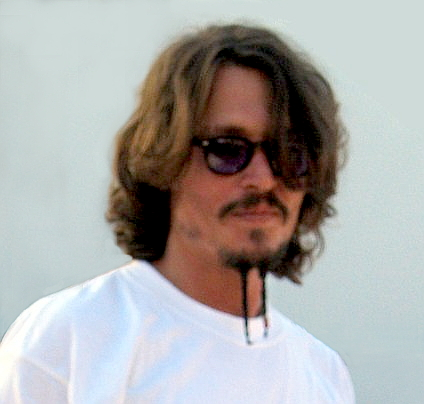
Johnny Depp trong quá trình quay phim, thể hiện bộ râu 'goatee' của Jack sau khi hóa trang.

Đang muốn làm một phim gia đình, Johnny Depp đã đến thăm Walt Disney Studios vào năm 2001 khi anh ấy nghe nói về kế hoạch chuyển thể Cướp biển vùng Caribe thành phim. Depp rất phấn khích trước khả năng hồi sinh một thể loại cũ của Hollywood, và nhận thấy kịch bản đáp ứng được sự nhạy cảm kỳ quặc của mình: phi hành đoàn của Ngọc trai đen không tìm kiếm kho báu mà cố gắng trả lại nó để giải lời nguyền cho họ, và cuộc binh biến truyền thống đã xảy ra. Depp được chọn vào ngày 10 tháng 6 năm 2002. Nhà sản xuất Jerry Bruckheimer cảm thấy Depp sẽ tạo cho bộ phim một lợi thế có thể thu hút khán giả tuổi teen và người lớn bất chấp danh tiếng của Disney về phục vụ khán giả chủ yếu là trẻ em.

## Các bộ phim

### Lời nguyền tàu Ngọc trai đen
Thuyền trưởng Jack Sparrow lần đầu xuất hiện trong Lời nguyền tàu Ngọc trai đen (2003) khi anh đến Port Royal (Jamaica) để trưng dụng một con tàu. Mặc dù đã cứu Elizabeth Swann (Keira Knightley đóng), con gái của Governor Weatherby Swann (Jonathan Pryce) khỏi chết đuối, anh vẫn bị bắt vì là cướp biển. Đêm hôm đó, một con tàu bị nguyền rủa tên là Ngọc trai đen tấn công Por Royal và Elizabeth bị bắt cóc. Thuyền trưởng của Ngọc trai đen, Hector Barbossa (Geoffrey Rush), đang tuyệt vọng tìm kiếm đồng tiền vàng cuối cùng để phá vỡ lời nguyền cổ của người Aztec mà anh và đám thủy thủ đang phải gánh chịu. Một thợ rèn tên là Will Turner (Orlando Bloom) đã giải thoát Sparrow nhằm giúp mình giải cứu Elizabeth. Họ chiếm con tàu HMS Interceptor và thuê một nhóm thủy thủ ô hợp tại đảo Tortuga (Haiti) trước khi giong buồm đến Isla de Muerta, nơi Elizabeth đang bị giam giữ. Trên đường đi, Will biết được rằng mười năm trước Sparrow từng là thuyền trưởng tàu Ngọc trai đen cho đến khi Barbossa cầm đầu một cuộc nổi loạn và chiếm lấy con tàu, bỏ mặc Sparrow trên một hòn đảo. Sparrow nói rằng cha của Will là một cướp biển, "Bootstrap" Bill Turner.
Cuộc giải cứu không diễn ra thuận lợi và Barbossa bỏ lại Jack cùng Elizabeth trên đúng hòn đảo mà Sparrow từng mắc kẹt trước đó. Họ được cứu bởi Hải quân Hoàng gia Anh. Sparrow thỏa thuận với Phó Đề đốc James Norrington (Jack Davenport) nhằm giúp Norrington tìm tàu Ngọc trai đen. Norrington từ chối cho đến khi Elizabeth, tuyệt vọng tìm cách cứu Will, tự nguyện chấp nhận lời cầu hôn của Norrington trước đó. Trong trận chiến với các cướp biển tại Isla de Muerta, Sparrow lấy được một đồng vàng bị nguyền rủa từ cái rương kho báu giúp anh bất tử và có thể đương đầu với Barbossa. Anh bắn kẻ thù bằng khẩu súng đã mang theo người mười năm nay ngay khi Will phá vỡ lời nguyền, giết chết Barbossa. Cho dù đã giúp đỡ Hải quân, Sparrow vẫn bị kết án treo cổ.
Tại buổi hành hình Sparrow tại Port Royal, Will cứu Sparrow, nhưng họ bị bắt lại ngay sau đó. Elizabeth can thiệp, thể hiện tình yêu của mình với Will, người vừa được ân xá, trong khi Sparrow chạy trốn. Tàu Ngọc trai đen cùng đám thủy thủ có mặt đúng lúc để đón y, và anh trở thành thuyền trưởng lần nữa. Ấn tượng với tên cướp biển xảo quyệt, Norring cho phép anh chạy trốn trước một ngày trước khi bắt đầu truy đuổi.